# 對亞美尼亞種族滅絕的否認

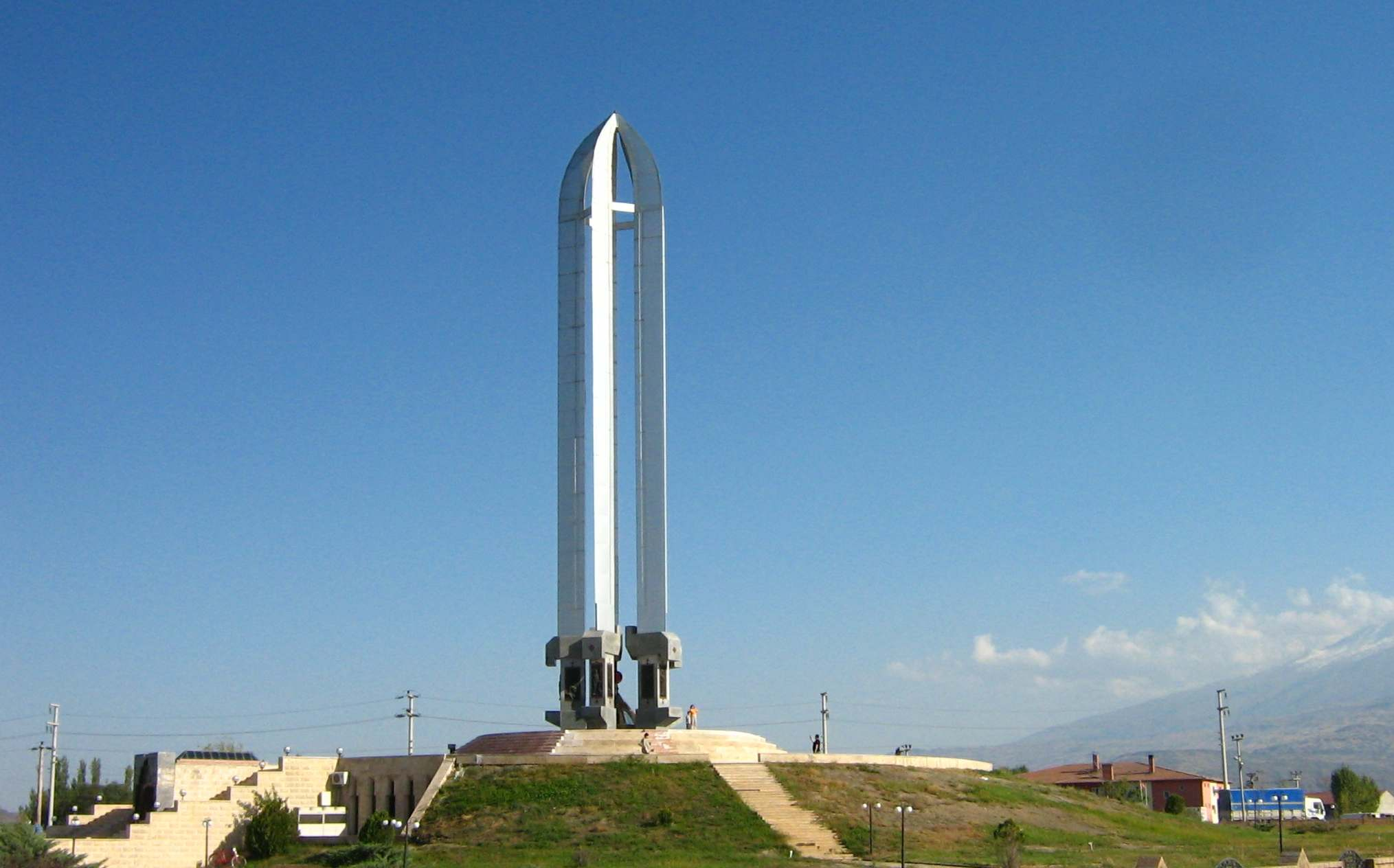
厄德爾種族滅絕紀念館和博物館宣揚亞美尼亞人對土耳其人實施種族滅絕的觀點，而不是相反。

對亞美尼亞種族滅絕的否認是指奥斯曼帝国以及其执政党聯合進步委員會在第一次世界大战期間否認該國对境內的亚美尼亚人实施种族灭绝。在种族灭绝事件發生之后，有關種族屠殺的證據被人销毁，而且截至2022年，土耳其共和国歷屆政府均否認大屠殺。
自1920年代以来，土耳其當局一直試圖阻止其他國家承认甚至提及种族灭绝事件，土耳其當局為此花费数百万美元进行游说、建立相關的研究机构甚至還恐吓和威胁他人。此外土耳其國內一些承认种族灭绝的公民因被指“侮辱土耳其人”而面临起诉。 阿塞拜疆也否认亞美尼亞种族灭绝並呼籲其他國家不要承认。大多数土耳其公民和土耳其政党也否認存在種族滅絕。對种族灭绝的否認助长了纳戈尔诺-卡拉巴赫冲突以及土耳其－库尔德冲突。

## 背景

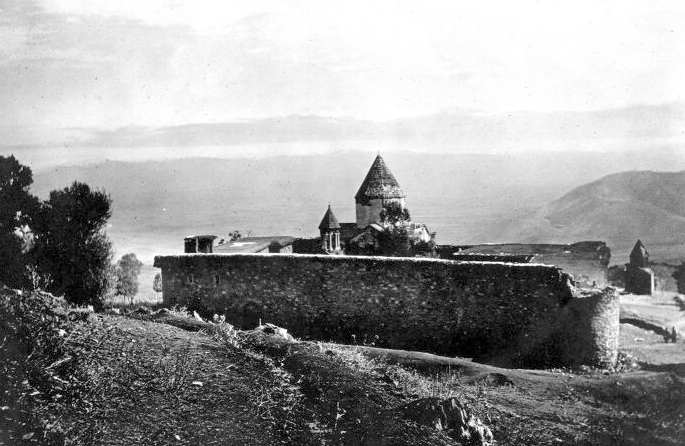
阿拉克洛特修道院，建於4世紀，1915年遭到洗劫，後被毀

### 成因

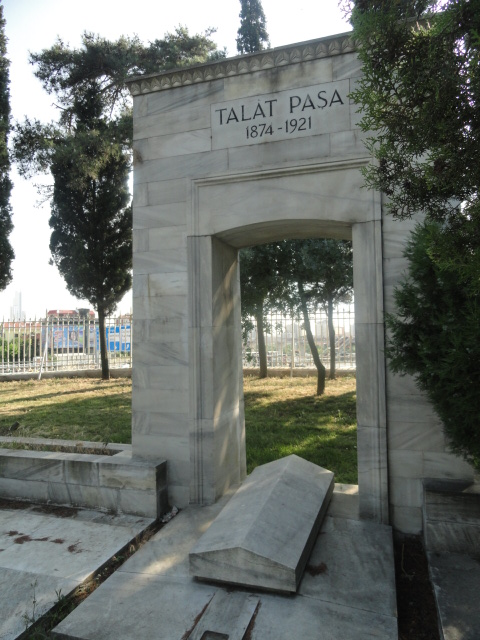
種族滅絕的策劃者塔拉特帕夏作為民族英雄，於1943年被安葬在伊斯坦堡的自由紀念碑。

### 社會

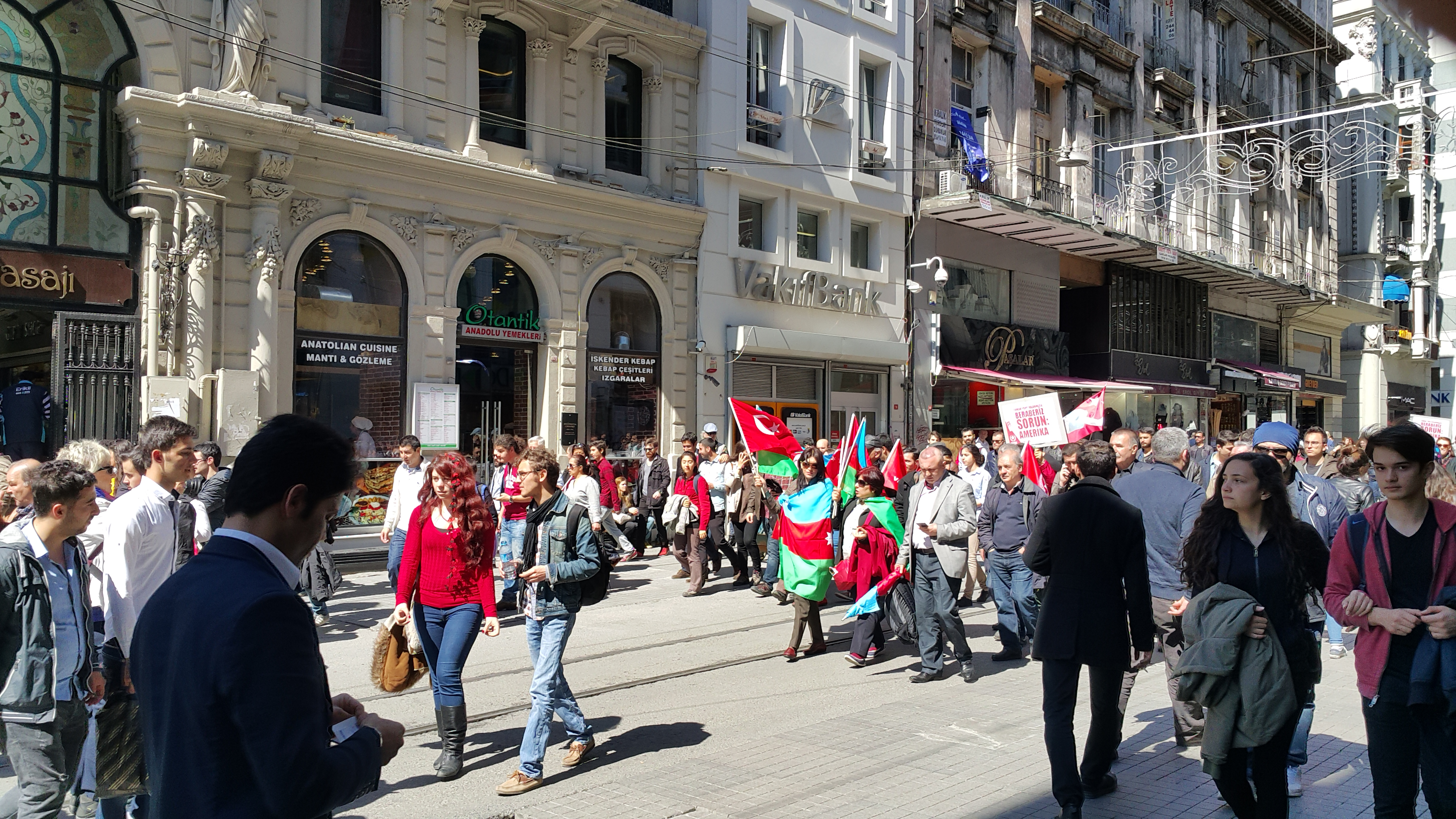
在伊斯坦堡獨立大街舉行的100周年抗議承認亞美尼亞種族滅絕

### 德國

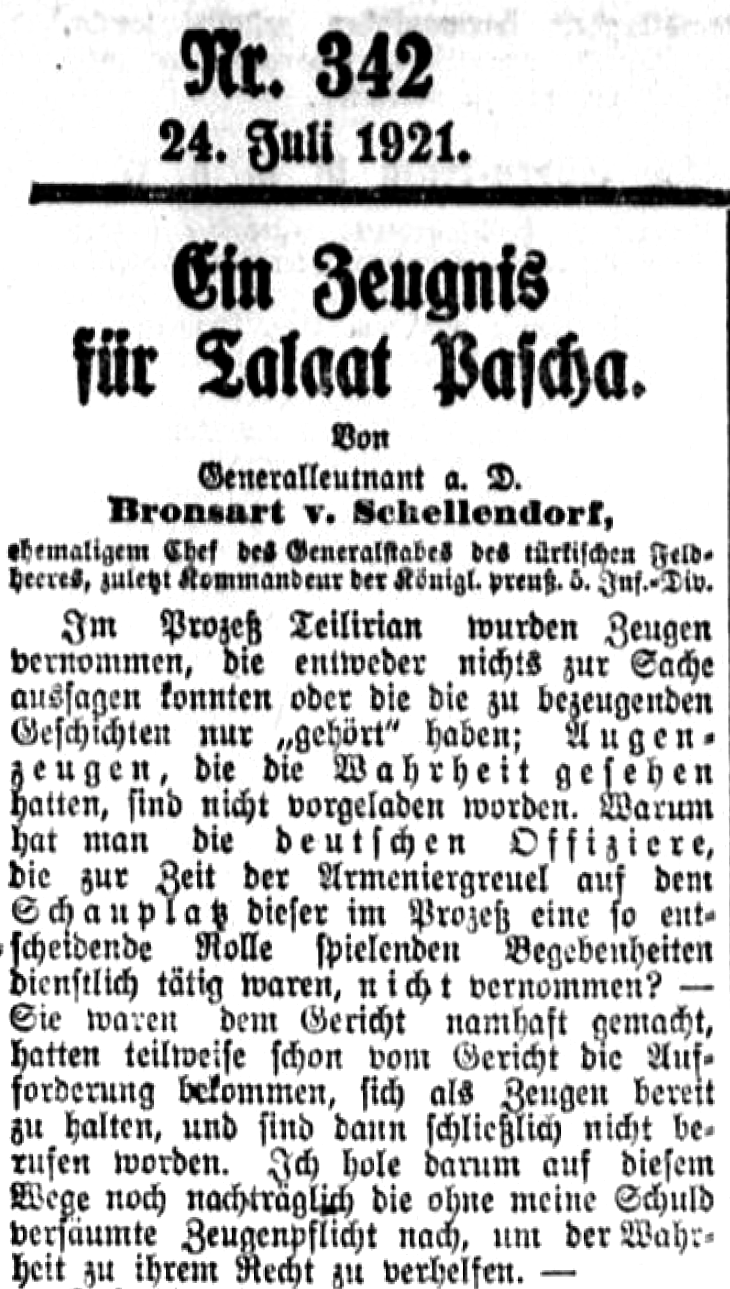
德國將軍弗里茨·布朗薩特·馮·謝倫多夫的「向塔拉特帕夏致敬」，於1921年7月24日在《德意志匯報》上發表

## 後果

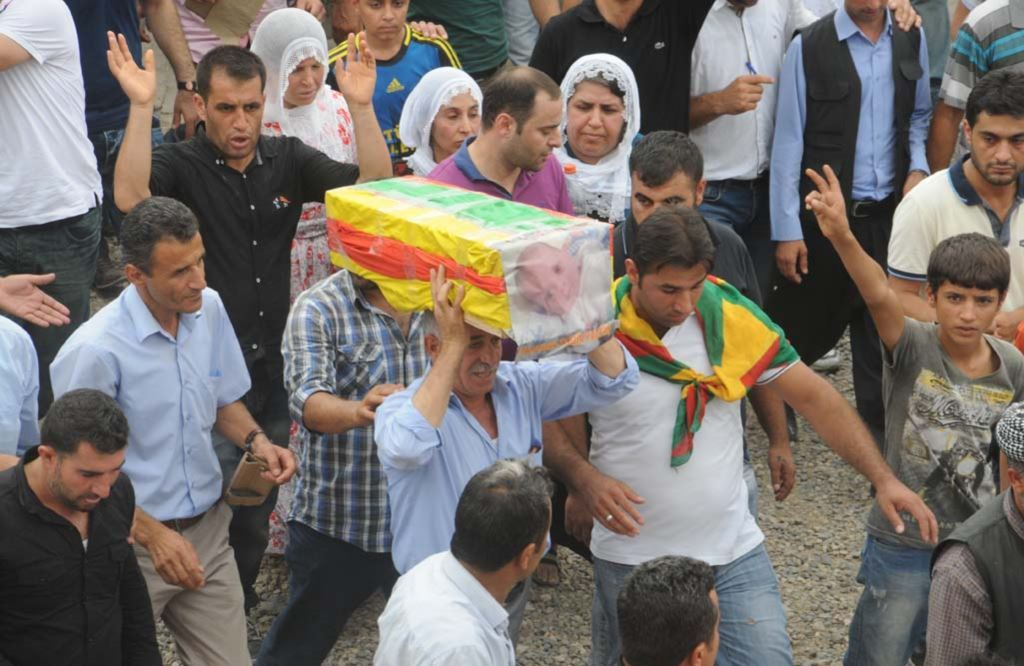
2015年在舍爾納克衝突中喪生的嬰兒的葬禮

### 國際關係

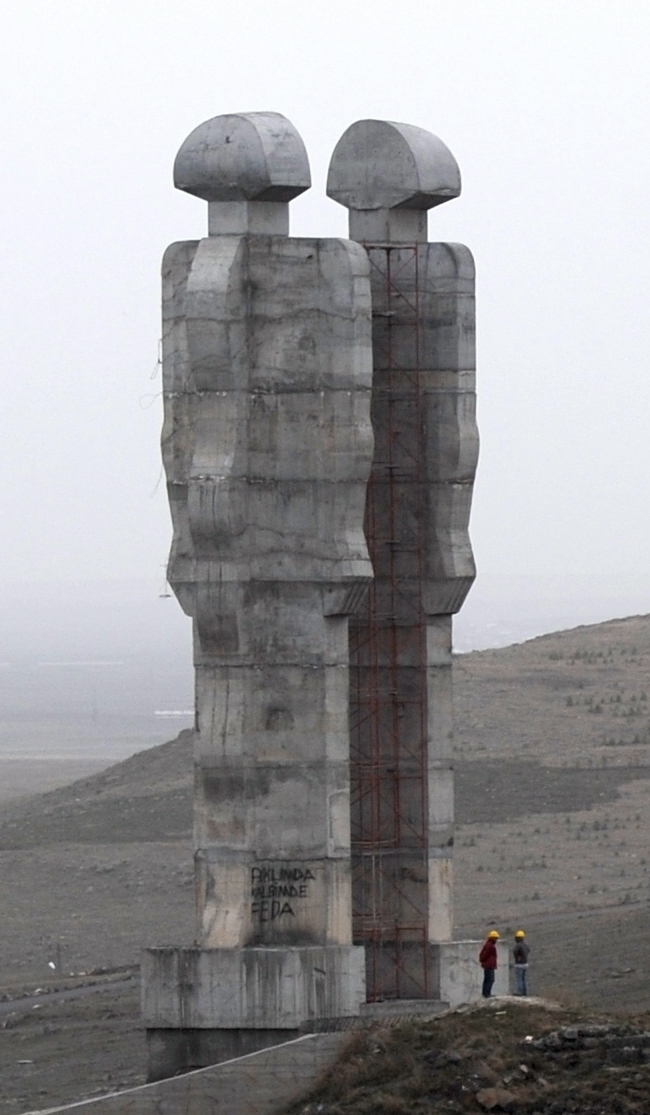
穆罕默德·阿克索伊在土耳其卡爾斯建造的人類紀念碑。為了紀念所有戰爭受害者，它是在沒有亞美尼亞社區參與的情況下豎立起來的。